# 舞妓

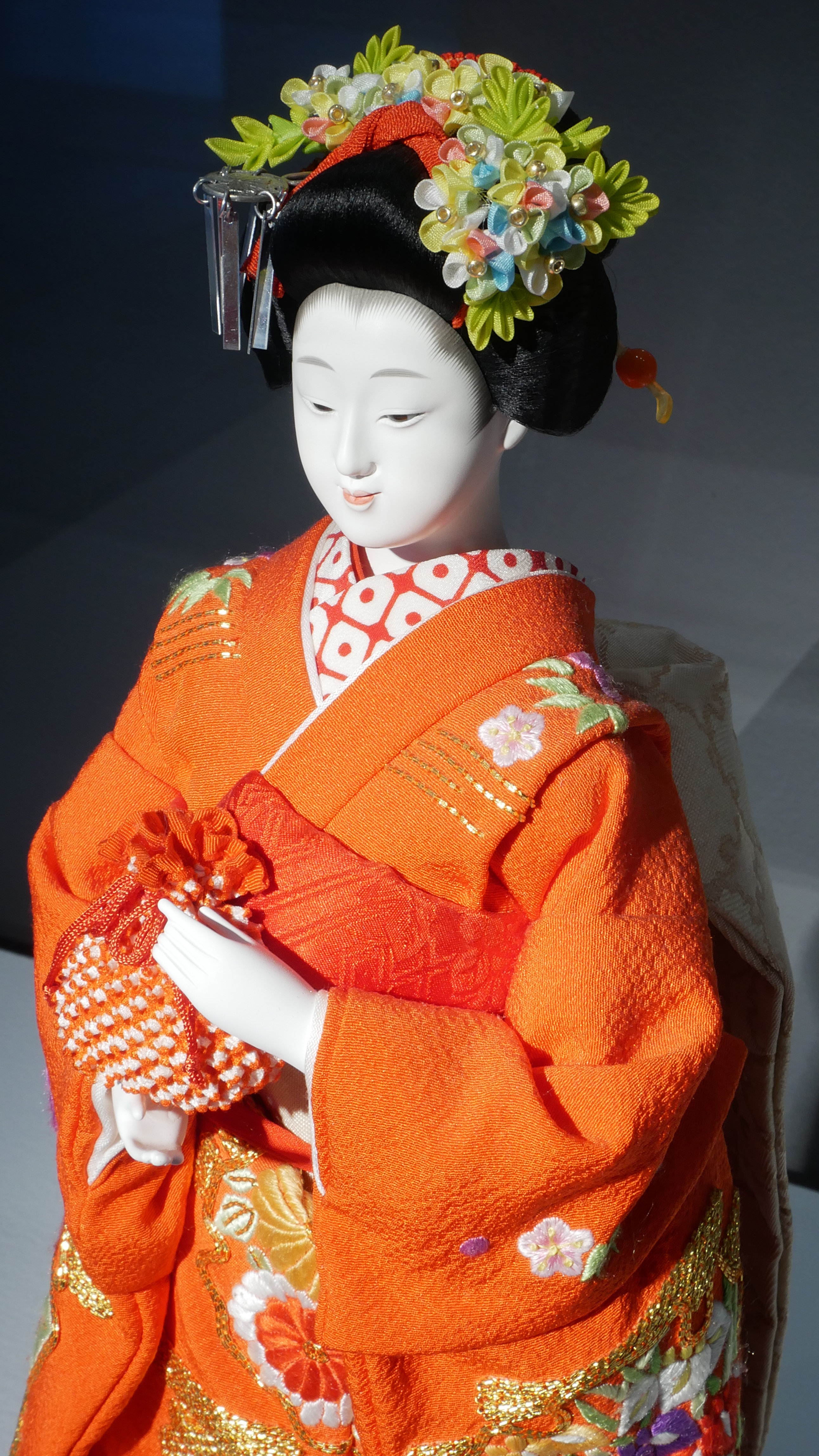
平安光義所製舞妓衣裳人形

舞妓（漢譯另有「舞伎」，日語原文為，舞妓的「妓」意思是「女性藝術表演者」，在日語中的「伎」專指男性表演者，例如「歌舞伎」）是日本藝妓在見習階段時名稱，和藝妓一樣屬於表演艺术的女性工作者，工作內容除了為客人服侍餐飲外，主要為在宴席上以日本舞、樂曲、樂器等表演助興。
舞妓在東京等關東地區稱為，在京都、大阪等關西地區則稱為「（或寫為，皆讀為，Maiko）」。
在日語中，“妓”字保留了傳統漢語的用法，既可代表女性藝術表演者，亦可代表女性性工作者。而舞妓的“妓”是指前者，因為舞妓在原则上是藝術表演者，並不從事性交易。但在現代漢語中，多把“妓”字直覺關聯到性交易方面，因此才有了“舞伎”這種以避讳为目的的現代漢語翻譯寫法。日語中的“伎”專指男性表演者（參見：歌舞伎），所以有人主张“舞妓”才是正确的中文翻译寫法，以示区别。

## 簡介
古時舞妓一般从10岁之前就开始学艺，一直訓練到16岁左右才逐漸升為藝妓。現在則因為《儿童福祉法》和《勞動基準法》的限制，必須中學校畢業（即14、15歲左右）才可以開始學藝。学习的内容繁多，过程十分艰苦。其中包括文化、礼仪、语言、装饰、诗书、琴瑟，直到鞠躬、斟酒等，一举一动、一言一行都有严格的要求，处处体现高贵和稳重。
舞妓的髮型為"割れしのぶ"及"おふく"；藝妓的髮型為稱為“島田髷”的髮型。“島田髷”的起源有3說：
1. 江戶時代，東海道島田宿（“宿”指宿場）的“遊女”之間開始流行。
2. 寬永年間，歌舞伎演員島田万吉開始梳結。
3. 日語的發音所轉變而來。

舞妓化妆也十分讲究，浓妆的施用有特殊的程序，用料也以传统原料为主。最醒目的是，舞妓會用一種液狀的白色化妝品均勻塗滿臉部、頸項，因此看起來猶如雕飾華美的人偶一般，而從業未滿一年的舞妓，擦口紅，只被准許塗下唇的，代表他還年輕。而從業未滿半年的舞妓，頭上的髮飾通常都有裝飾剝殼米粒如瀑布般垂掉下來。
舞妓的髮型又分為桃割(割れしのぶ)和赤鹿子(おふく)。較年輕的舞妓通常都會梳桃割(割れしのぶ)，較年長的舞妓通常會梳赤鹿子(おふく)。
年輕舞妓的衣襟通常都是紅底和花的，較年長的舞妓通常都是白底和花。到了20歲時，舞妓通常會舉行一個儀式襟替，然後變成真正的一名藝妓，而本來有花的衣襟，則會變成全白。
舞妓的服装是十分华丽的和服，做工、质地和装饰都十分上乘，因此也异常昂贵，一般在50万日元以上，有的甚至达100万日元。京都舞妓的服裝更是著名，以懸落飄逸，稱為的華麗腰帶為其特色。這種腰帶甚至可長達5公尺，相當沉重，紮束时需要相當大的力氣，所以古時常常由稱為“男眾”的男性僕役來幫忙。
舞妓及年輕的藝妓所穿之和服稱為，是落地長裙。在外行走時，必須掬起以免拖地，從腰帶到裙擺間的一段稱為“褄”，舞妓及年輕的藝妓會將左手壓在這一段上面，意指“賣藝不賣身”的。
藝妓的表演大致可分為“立方”和“地方”2種。“立方”是指舞蹈為主的表演者，“地方”是指演唱“長唄”、“清元”等歌曲、演奏太鼓、三味線等的表演者。因為“地方”類的表演難度較高，需要長時間訓練後才能勝任，因此多由資深的藝妓擔任。而“立方”表演較為容易，所以一般由資淺的藝妓及舞妓擔任。
顧客給予藝妓和舞妓的演出費用稱為“線香代”或“玉代”，京都一地特稱“花代”。

## 沒落及文化价值
第二次世界大戰戰後，日本各地仍有很多花街，是主要的娛樂場所，藝妓及舞妓尚稱興盛，然而1947年開始，日本實施了《儿童福祉法》和《勞動基準法》，禁止兒童未足齡即失學及投入工作，舞妓的人才來源受到直接且重大的衝擊，再加上工業革命以來的社會變遷非常快速，各種新興的娛樂活動如雨後春筍竄出，而舞妓的訓練過程頗為艱辛，現代年輕女性多不願接受，花街及藝妓便逐漸沒落。
日本已將藝妓視為一種文化財产，正積極地保護著，在京都等有藝妓文化的特色城市，還有所謂“藝妓／舞妓變身”的商業服務，可以讓女性遊客打扮成藝妓或舞妓，親身體驗藝妓文化之美。
另外由於交通的方便，現代的藝妓和舞妓也會應邀到遠地出差表演，亦有助於藝妓文化的拓展及增加世界各地對藝妓文化的了解，但和世界上許多傳統藝術一樣，後繼無人仍是最大的壓力。

## 外部連結
- 舞妓和藝妓 （页面存档备份，存于）
- http://www.ne.jp/asahi/orion/mako-rigeru/kosiki8.htm （页面存档备份，存于）